# Djej emshmel

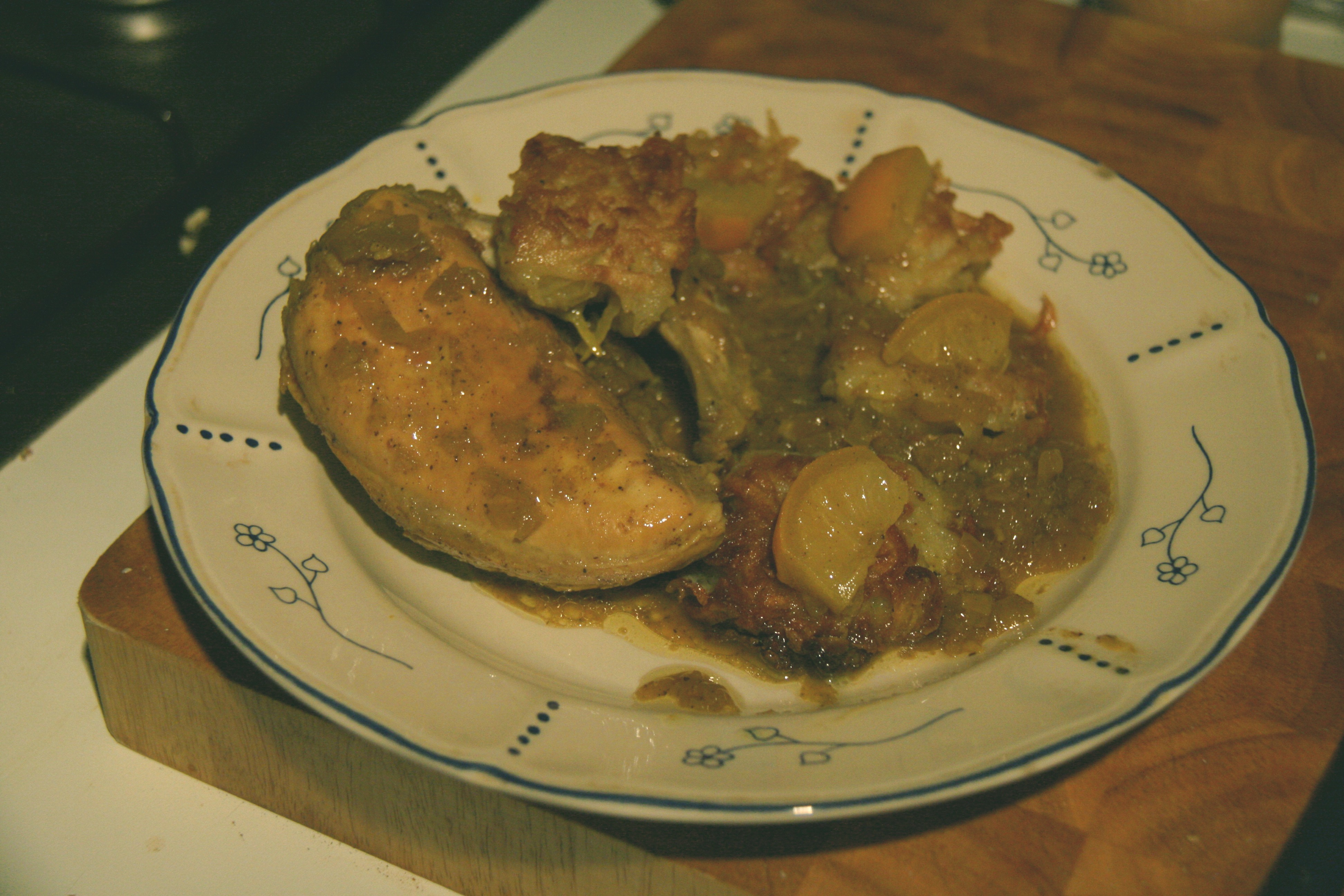
Djej Emshmel con sus limones encurtidos.

El Djej Emshmel (es posible encontrarse con otras transliteraciones del árabe como meshmel o emsharmel) es un plato muy típico de la cocina marroquí y Turca, la denominación al castellano podría ser algo como: "pollo con limones y olivas". Es un plato que lleva carne de pollo marinada desde el día anterior (24 horas aproximadamente) en una salsa que contiene bastante ajo, pimientos y sal. 

## Características
Suele añadirse los 'higadillos' del pollo a la preparación. Al preparar se suele cocer en un caldo de pollo que contiene especias como el cilantro, comino, azafrán, pimienta negra, pimentón y se le añade zumo de limón. A continuación se le añade algunos limones encurtidos) y aceitunas para dar un aroma especial y que son los ingredientes que dan nombre al plato. Se suele servir caliente y se acompaña con una guarnición de arroz.